# 洛雷托街
洛雷托街（Calle Loreto）或Intik'ijllu是秘鲁库斯科老城中心的一条街道，以保存至今的印加石墙而闻名。长231米，宽4.5米，北到Portal Belén，南到Calle Afligidos，
这是印加帝国时期的一条道路，将印加宫殿毒蛇院子（Amarucancha）、瓦伊納·卡帕克王宫、太阳贞女宮隔开。这条街道是印加城市设计的一个例子，两边是巨大的庭院，由石墙环绕。
这条街道得名于耶稣会教堂的洛雷托圣母小堂（capilla de Nuestra Señora de Loreto）。1972年成为库斯科纪念区的一部分。 1983年，作为库斯科市历史中心的一部分，由联合国教科文组织公布为世界文化遗产